# Crefelder Ruder-Club 1883
Der Crefelder Ruder-Club 1883 ist ein Sportverein aus Krefeld.

## Geschichte und Lage
Der Verein wurde 1883 gegründet. Die internationalen Erfolge im Leistungssport begannen aber erst im 21. Jahrhundert.
Der Verein hat zwei Bootshäuser. Das Bootshaus an der Bataverstraße liegt am Westufer des Rheins. Es gibt zwei Bootshallen, eine Werkstatt, einen Kraftraum und eine Gastronomie. Das Bootshaus am Elfrather See hat drei Bootshallen und einen Kraftraum. Der Elfrather See verfügt auch über Regattastrecken.

## Erfolge

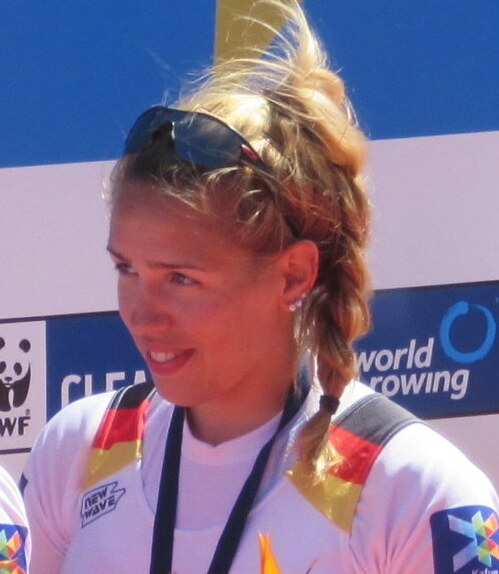
Lisa Schmidla als Europameisterin 2016

### Olympische Spiele
Lisa Schmidla ist die bislang einzige Olympiasiegerin des Vereins. Bei den Olympischen Spielen 2016 in Rio de Janeiro gewann sie die Goldmedaille mit dem Doppelvierer. Bei den 2021 ausgetragenen Olympischen Spielen in Tokio erruderte Jonathan Rommelmann zusammen mit dem Mainzer Jason Osborne die Silbermedaille im Leichtgewichts-Doppelzweier. Ebenfalls Silber in Tokio gewann Laurits Follert mit dem Deutschland-Achter.

### Weltmeisterschaften
Lisa Schmidla erruderte zwei Medaillen bei Weltmeisterschaften. 2014 war sie Weltmeisterin, 2015 Weltmeisterschaftszweite, jeweils im Doppelvierer. Auch Laurits Follert siegte einmal, er holte mit dem Achter Gold bei den Weltmeisterschaften 2019. Jonathan Rommelmann erhielt bei Weltmeisterschaften eine Silbermedaille 2015 und eine Bronzemedaille 2019.
Stefan Lier gewann als Steuermann 2002 und 2003 je eine Silber- und Bronzemedaille im Vierer mit Steuermann. Jochen Urban war 2005 Weltmeisterschaftsdritter mit dem Deutschland-Achter. Christoph Schregel erruderte 2006 die Silbermedaille im Leichtgewichts-Doppelvierer.

### Europameisterschaften
Jochen Urban war 2010 erster Europameister des Vereins. Lisa Schmidla und Laurids Follert gewannen jeweils zwei Europameistertitel. Jonathan Rommelmann erruderte einmal Gold und zweimal Silber.
Marlene Sinnig gewann zwei Silbermedaillen bei Europameisterschaften. Michaela Staelberg wurde 2019 Europameisterin im Doppelvierer.